# Blennosperma
Blennosperma Less. – rodzaj roślin z rodziny astrowatych (Asteraceae). Obejmuje co najmniej 4 gatunki występujące w Ameryce Południowej i Południowej.

## Systematyka
Pozycja według APweb (aktualizowany system APG III z 2009)
Przedstawiciel rodziny astrowatych (Asteraceae) należącej do rzędu astrowców reprezentującego dwuliścienne właściwe. W obrębie rodziny reprezentuje plemię Senecioneae z podrodziny Asteroideae.
Wykaz gatunków
- Blennosperma bakeri Heiser
- Blennosperma chilense Less.
- Blennosperma cretacea (Gleason) Steyerm.
- Blennosperma nanum (Hook.) S.F.Blake